# Automobil-Weltmeisterschaft 1962

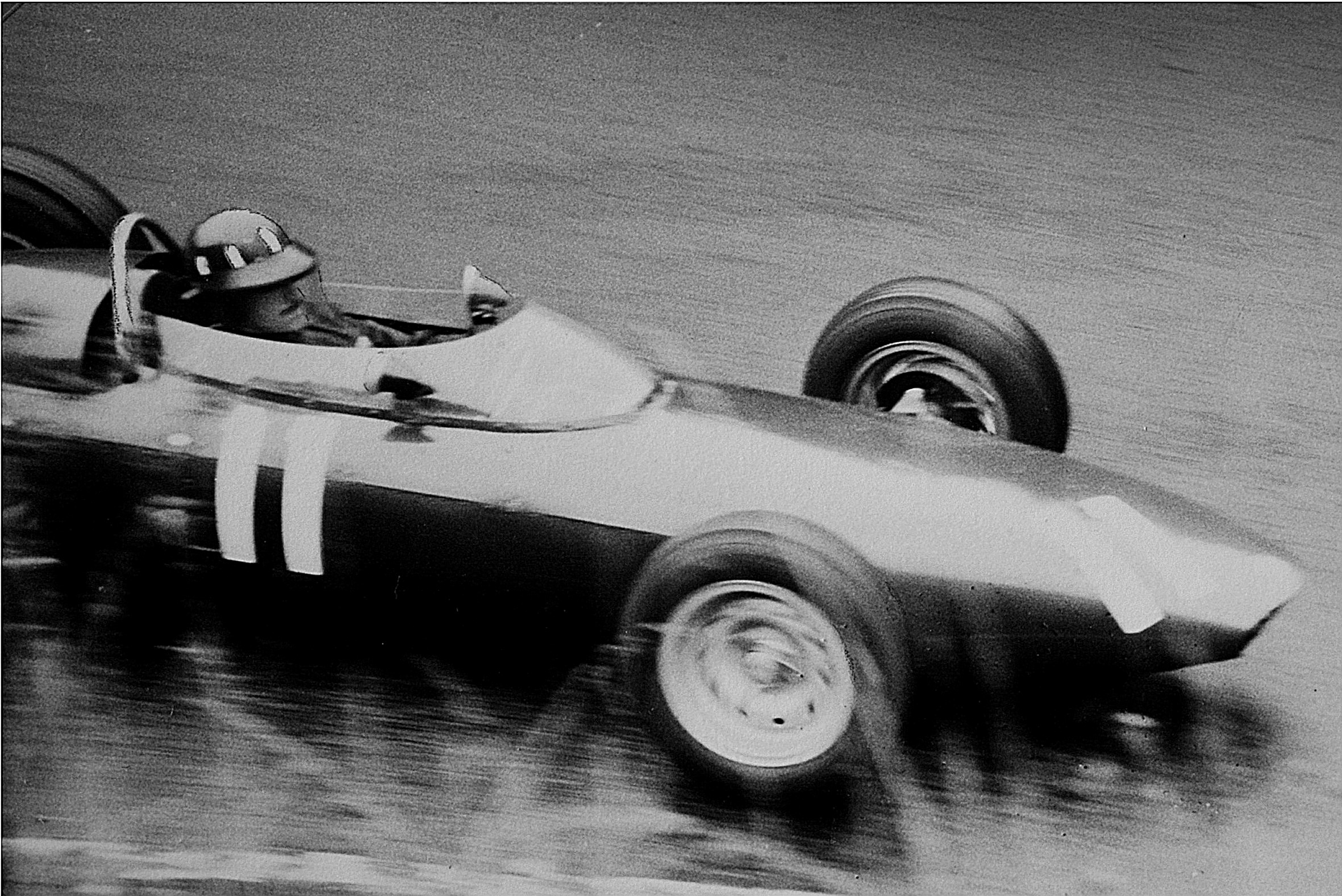
Graham Hill, Weltmeister 1962, beim Großen Preis von Deutschland

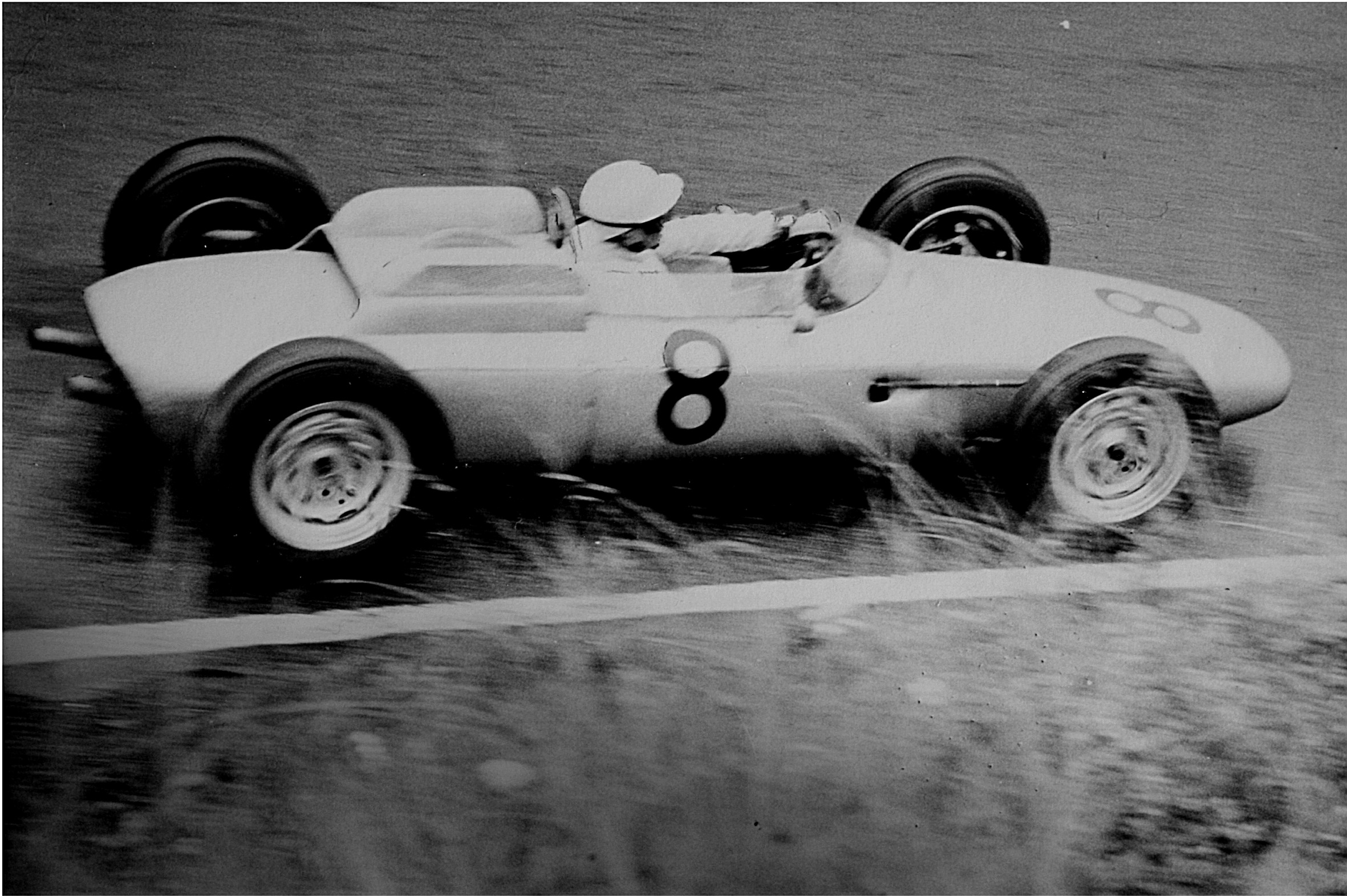
Porsche 804 mit Joakim Bonnier

Die Automobil-Weltmeisterschaft 1962 war die 13. Saison der Automobil-Weltmeisterschaft, die heutzutage als Formel-1-Weltmeisterschaft bezeichnet wird. In ihrem Rahmen wurden über neun Rennen in der Zeit vom 20. Mai 1962 bis zum 29. Dezember 1962 die Fahrerweltmeisterschaft und der Internationale Pokal der Formel-1-Konstrukteure ausgetragen.
Der FIA-Ehrentitel Großer Preis von Europa wurde 1962 an den Großen Preis der Niederlande vergeben.
Graham Hill gewann zum ersten Mal die Fahrerweltmeisterschaft. B.R.M. wurde zum ersten und einzigen Mal Konstrukteursweltmeister.
In dieser Saison trat B.R.M. nach einer langen Phase vergeblicher Anläufe überzeugend auf. Ein Doppelsieg in Monza schien die Pannenserie endgültig zu besiegen und als Muster an Beständigkeit gewann Graham Hill seine erste Weltmeisterschaft, während Jim Clark durch einen technischen Defekt beim letzten Rennen den sicher geglaubten Titel verlor.
Für Furore sorgt noch ein anderer Brite: Colin Chapman setzt den ersten Formel-1-Rennwagen mit Monocoque ein und legte damit den Grundstein für einen umfassenden Wandel. Ferrari hingegen erlebte eines der schwächsten Jahre.
Porsche gelang mit dem Modell Porsche 804 im Großen Preis des Automobilclubs von Frankreich in Rouen-les-Essarts der erste Formel-1-Sieg in der Unternehmensgeschichte.
Am 1. November verunglückte Ricardo Rodríguez bei einem Training in Mexiko-Stadt in einem Lotus tödlich. In der Peraltada Kurve prallte er in die Streckenbegrenzung und starb beim Aufprall.

## Rennberichte

### Großer Preis der Niederlande
| Platz | Fahrer                  | Team         | Zeit       |
| ----- | ----------------------- | ------------ | ---------- |
| 1     | Graham Hill             | B.R.M.       | 2:11:02,0  |
| 2     | Trevor Taylor           | Lotus-Climax | + 27,2     |
| 3     | Phil Hill               | Ferrari      | + 1:21,1   |
| 4     | Giancarlo Baghetti      | Ferrari      | + 1 Runde  |
| 5     | Tony Maggs              | Lotus-Climax | + 2 Runden |
| 6     | Carel Godin de Beaufort | Porsche      | + 4 Runden |

Der Große Preis der Niederlande auf dem Circuit Park Zandvoort fand am 20. Mai 1962 statt und ging über eine Distanz von 80 Runden à 4,193 km, was einer Gesamtdistanz von 335,440 km entspricht. Der Grand Prix trug auch den FIA-Ehrentitel Großer Preis von Europa.
Graham Hill gewann das Rennen vor Trevor Taylor und Phil Hill.

### Großer Preis von Monaco
| Platz | Fahrer          | Team          | Zeit       |
| ----- | --------------- | ------------- | ---------- |
| 1     | Bruce McLaren   | Cooper-Climax | 2:46:29,7  |
| 2     | Phil Hill       | Ferrari       | + 1,3      |
| 3     | Lorenzo Bandini | Ferrari       | + 1:24,1   |
| 4     | John Surtees    | Lola-Climax   | + 1 Runde  |
| 5     | Joakim Bonnier  | Porsche       | + 7 Runden |
| 6     | Graham Hill     | B.R.M.        | + 8 Runden |

Der Große Preis von Monaco auf dem Circuit de Monaco fand am 3. Juni 1962 statt und ging über eine Distanz von 100 Runden à 3,145 km, was einer Gesamtdistanz von 314,100 km entspricht.
Bruce McLaren gewann das Rennen vor Phil Hill und Lorenzo Bandini.

### Großer Preis von Belgien
| Platz | Fahrer            | Team         | Zeit       |
| ----- | ----------------- | ------------ | ---------- |
| 1     | Jim Clark         | Lotus-Climax | 2:07:32,3  |
| 2     | Graham Hill       | B.R.M.       | + 44,1     |
| 3     | Phil Hill         | Ferrari      | + 2:06,5   |
| 4     | Ricardo Rodríguez | Ferrari      | + 2:06,6   |
| 5     | John Surtees      | Lola-Climax  | + 1 Runde  |
| 6     | Jack Brabham      | Lotus-Climax | + 2 Runden |

Der Große Preis von Belgien auf dem Circuit de Spa-Francorchamps fand am 17. Juni 1962 statt und ging über eine Distanz von 32 Runden à 14,100 km, was einer Gesamtdistanz von 451,200 km entspricht.
Jim Clark gewann das Rennen vor Graham Hill und Phil Hill.
Willy Mairesse und Trevor Taylor kollidierten schwer, wurden beide jedoch nur leicht verletzt.

### Großer Preis von Frankreich
| Platz | Fahrer                  | Team          | Zeit       |
| ----- | ----------------------- | ------------- | ---------- |
| 1     | Dan Gurney              | Porsche       | 2:07:35,5  |
| 2     | Tony Maggs              | Lotus-Climax  | + 1 Runde  |
| 3     | Richie Ginther          | B.R.M.        | + 2 Runden |
| 4     | Bruce McLaren           | Cooper-Climax | + 3 Runden |
| 5     | John Surtees            | Lola-Climax   | + 3 Runden |
| 6     | Carel Godin de Beaufort | Porsche       | + 3 Runden |

Der Große Preis von Frankreich auf der Rennstrecke Rouen-les-Essarts fand am 8. Juli 1962 statt und ging über eine Distanz von 54 Runden à 6,542 km, was einer Gesamtdistanz von 353,268 km entspricht.
Dan Gurney gewann das Rennen vor Tony Maggs und Richie Ginther.

### Großer Preis von Großbritannien
| Platz | Fahrer        | Team          | Zeit      |
| ----- | ------------- | ------------- | --------- |
| 1     | Jim Clark     | Lotus-Climax  | 2:26:20,8 |
| 2     | John Surtees  | Lola-Climax   | + 49,2    |
| 3     | Bruce McLaren | Cooper-Climax | + 1:44,8  |
| 4     | Graham Hill   | B.R.M.        | + 1:56,8  |
| 5     | Jack Brabham  | Lotus-Climax  | + 1 Runde |
| 6     | Tony Maggs    | Cooper-Climax | + 1 Runde |

Der Große Preis von Großbritannien auf dem Aintree Circuit fand am 21. Juli 1962 statt und ging über eine Distanz von 75 Runden à 4,828 km, was einer Gesamtdistanz von 362,100 km entspricht.
Jim Clark gewann das Rennen vor John Surtees und Bruce McLaren.

### Großer Preis von Deutschland
| Platz | Fahrer            | Team          | Zeit      |
| ----- | ----------------- | ------------- | --------- |
| 1     | Graham Hill       | B.R.M.        | 2:38:46,3 |
| 2     | John Surtees      | Lola-Climax   | + 2,5     |
| 3     | Dan Gurney        | Porsche       | + 4,4     |
| 4     | Jim Clark         | Lotus-Climax  | + 42,1    |
| 5     | Bruce McLaren     | Cooper-Climax | + 1:19,6  |
| 6     | Ricardo Rodríguez | Ferrari       | + 1.23,8  |

Der Große Preis von Deutschland auf dem Nürburgring fand am 5. August 1962 statt und ging über eine Distanz von 15 Runden à 22,810 km, was einer Gesamtdistanz von 342,150 km entspricht.
Der Start wurde wegen starker Regenfälle um mehr als eine Stunde verschoben und nach einer Proberunde um 15:15 Uhr freigegeben. Zunächst übernahm Dan Gurney im Porsche 804 als Trainingsschnellster (8:47,2 min) die Führung, wurde jedoch in der dritten Runde von Graham Hill auf B.R.M. und später auch von John Surtees auf Lola überholt, da sich im Porsche die Batterie gelöst hatte und vom Fahrer mit dem Fuß an ihrem Platz gehalten werden musste.
Graham Hill gewann das Rennen; hinter John Surtees und Dan Gurney folgten Jim Clark (Lotus), Bruce McLaren (Cooper) und Ricardo Rodríguez (Ferrari) auf den Plätzen vier bis sechs. Joakim Bonnier auf dem zweiten Porsche 804 wurde Siebter. Die schnellste Rennrunde fuhr Graham Hill in 10:12,2 Minuten.

### Großer Preis von Italien
| Platz | Fahrer             | Team          | Zeit      |
| ----- | ------------------ | ------------- | --------- |
| 1     | Graham Hill        | B.R.M.        | 2:29:08,4 |
| 2     | Richie Ginther     | B.R.M.        | + 29,8    |
| 3     | Bruce McLaren      | Cooper-Climax | + 57,8    |
| 4     | Willy Mairesse     | Ferrari       | + 58,8    |
| 5     | Giancarlo Baghetti | Ferrari       | + 1:31,3  |
| 6     | Joakim Bonnier     | Porsche       | + 1 Runde |

Der Große Preis von Italien im Autodromo Nazionale Monza fand am 16. September 1962 statt und ging über eine Distanz von 86 Runden à 5,750 km, was einer Gesamtdistanz von 494,500 km entspricht.
Graham Hill gewann das Rennen vor Richie Ginther und Bruce McLaren.

### Großer Preis der USA
| Platz | Fahrer         | Team           | Zeit      |
| ----- | -------------- | -------------- | --------- |
| 1     | Jim Clark      | Lotus-Climax   | 2:07:13,0 |
| 2     | Graham Hill    | B.R.M.         | + 29,8    |
| 3     | Bruce McLaren  | Cooper-Climax  | + 1 Runde |
| 4     | Jack Brabham   | Brabham-Climax | + 1 Runde |
| 5     | Dan Gurney     | Porsche        | + 1 Runde |
| 6     | Masten Gregory | Lotus-Climax   | + 1 Runde |

Der Große Preis der USA auf dem Watkins Glen International fand am 7. Oktober 1962 statt und ging über eine Distanz von 100 Runden à 3,780 km, was einer Gesamtdistanz von 378,000 km entspricht.
Jim Clark gewann das Rennen vor Graham Hill und Bruce McLaren.

### Großer Preis von Südafrika
| Platz | Fahrer          | Team           | Zeit       |
| ----- | --------------- | -------------- | ---------- |
| 1     | Graham Hill     | B.R.M.         | 2:08:03,3  |
| 2     | Bruce McLaren   | Cooper-Climax  | + 49,8     |
| 3     | Tony Maggs      | Cooper-Climax  | + 50,3     |
| 4     | Jack Brabham    | Brabham-Climax | + 58,0     |
| 5     | Innes Ireland   | Lotus-Climax   | + 1 Runde  |
| 6     | Neville Lederle | Cooper-Climax  | + 4 Runden |

Der Große Preis von Südafrika auf dem Prince George Circuit fand am 29. Dezember 1962 statt und ging über eine Distanz von 85 Runden à 3,920 km, was einer Gesamtdistanz von 333,200 km entspricht.
Graham Hill gewann das Rennen vor Bruce McLaren und Tony Maggs.

## Weltmeisterschaftswertungen

### Fahrerwertung
Für die Fahrerweltmeisterschaft 1962 galten folgende Regeln der Punkteverteilung:
| Platz 1 | 9 Punkte |
| Platz 2 | 6 Punkte |
| Platz 3 | 4 Punkte |
| Platz 4 | 3 Punkte |
| Platz 5 | 2 Punkte |
| Platz 6 | 1 Punkt  |

- Es gingen nur die besten fünf Resultate aus den neun Rennen in die Wertung ein.
- Streichresultate in Klammern

| Pos.  | Fahrer                  | Konstrukteur |         |         |         |         |         |         |         |         |         | Punkte  |
| 01    | Graham Hill             | B.R.M.       | 0001000 | (6)     | 2       | 9       | (4)     | 0001000 | 0001000 | (2)     | 0001000 | 42 (52) |
| 02    | Jim Clark               | Lotus        | 9       | DNF     | 0001000 | DNF     | 0001000 | 4       | DNF     | 0001000 | DNF     | 30      |
| 03    | Bruce McLaren           | Cooper       | DNF     | 0001000 | DNF     | (4)     | 3       | (5)     | 3       | 3       | 2       | 27 (32) |
| 04    | John Surtees            | Lola         | DNF     | 4       | 5       | 5       | 2       | 2       | DNF     | DNF     | DNF     | 19      |
| 05    | Dan Gurney              | Porsche      | DNF     | DNF     |         | 0001000 | 9       | 3       | 13      | 5       |         | 15      |
| 05    | Dan Gurney              | Lotus        |         |         | DNS     |         |         |         |         |         |         | 15      |
| 06    | Phil Hill               | Ferrari      | 3       | 2       | 3       |         | DNF     | DNF     | 11      |         |         | 14      |
| 06    | Phil Hill               | Porsche      |         |         |         |         |         |         |         | DNS     |         | 14      |
| 07    | Anthony Maggs           | Cooper       | 5       | DNF     | DNF     | 2       | 6       | 9       | 7       | 7       | 3       | 13      |
| 08    | Richie Ginther          | B.R.M.       | DNF     | DNF     | DNF     | 3       | 13      | 8       | 2       | DNF     | 7       | 10      |
| 09    | Jack Brabham            | Lotus        | DNF     | 8       | 6       | DNF     | 5       |         |         |         |         | 9       |
| 09    | Jack Brabham            | Brabham      |         |         |         |         |         | DNF     |         | 4       | 4       | 9       |
| 10    | Trevor Taylor           | Lotus        | 2       | DNF     | DNF     | 8       | 8       | DNF     | DNF     | 12      | DNF     | 6       |
| 11    | Giancarlo Baghetti      | Ferrari      | 4       |         | DNF     |         |         | 10      | 5       |         |         | 5       |
| 12    | Ricardo Rodriguez       | Ferrari      | DNF     | DNS     | 4       |         |         | 6       | 14      |         |         | 4       |
| 13    | Lorenzo Bandini         | Ferrari      |         | 3       |         |         |         | DNF     | 8       |         |         | 4       |
| 14    | Joakim Bonnier          | Porsche      | 7       | 5       |         | 10      | DNF     | 7       | 6       | 13      |         | 3       |
| 15    | Willy Mairesse          | Ferrari      |         | 7       | DNF     |         |         |         | 4       |         |         | 3       |
| 16    | Innes Ireland           | Lotus        | DNF     | DNF     | DNF     | DNF     | 16      |         | DNF     | 8       | 5       | 2       |
| 17    | Carel Godin de Beaufort | Porsche      | 6       | DNQ     | 7       | 6       | 14      | 13      | 10      | DNF     | 11      | 2       |
| 18    | Masten Gregory          | Lotus        | DNF     | DNQ     | DNF     | DNF     | 7       |         | 12      | 6       |         | 1       |
| 19    | Neville Lederle         | Lotus        |         |         |         |         |         |         |         |         | 6       | 1       |
| 20    | Maurice Trintignant     | Lotus        |         | DNF     | 8       | 7       |         | DNF     | DNF     | DNF     |         | –       |
| 21    | John Campbell-Jones     | Lotus        |         | DNF     |         |         |         |         |         |         |         | –       |
| 22    | Jackie Lewis            | Cooper       | 8       |         |         | DNF     | 10      | 17      |         |         |         | –       |
| 22    | Jackie Lewis            | B.R.M.       |         | DNQ     |         |         |         |         |         |         |         | –       |
| 23    | John Love               | Cooper       |         |         |         |         |         |         |         |         | 8       | –       |
| 24    | Nino Vaccarella         | Lotus        |         | DNQ     |         |         |         |         | 9       |         |         | –       |
| 24    | Nino Vaccarella         | Porsche      |         |         |         |         |         | 15      |         |         |         | –       |
| 25    | Lucien Bianchi          | Lotus        |         |         | 9       |         |         |         |         |         |         | –       |
| 25    | Lucien Bianchi          | ENB          |         |         |         |         |         | 16      |         |         |         | –       |
| 26    | Bruce Johnstone         | B.R.M.       |         |         |         |         |         |         |         |         | 9       | –       |
| 27    | Roger Penske            | Lotus        |         |         |         |         |         |         |         | 9       |         | –       |
| 28    | Jo Siffert              | Lotus        |         | DNQ     | 10      | DNF     |         | 12      | DNQ     |         |         | –       |
| 29    | Rob Schroeder           | Lotus        |         |         |         |         |         |         |         | 10      |         | –       |
| 30    | Ernest Pieterse         | Lotus        |         |         |         |         |         |         |         |         | 10      | –       |
| 31    | Tony Settember          | Emeryson     |         |         |         |         | 11      |         | DNF     |         |         | –       |
| 32    | Ian Burgess             | Cooper       |         |         |         |         | 12      | 11      | DNQ     |         |         | –       |
| 33    | Hap Sharp               | Cooper       |         |         |         |         |         |         |         | 11      |         | –       |
| 34    | Heini Walter            | Porsche      |         |         |         |         |         | 14      |         |         |         | –       |
| 35    | Jay Chamberlain         | Lotus        |         |         |         |         | 15      | DNQ     | DNQ     |         |         | –       |
|       | Wolfgang Seidel         | Emeryson     | DNC     |         |         |         |         |         |         |         |         | –       |
| Lotus | Wolfgang Seidel         |              |         |         |         | DNF     | DNQ     |         |         |         |         | –       |
|       | Roy Salvadori           | Lola         | DNF     | DNF     |         | DNF     | DNF     | DNF     | DNF     | DNS     | DNF     | –       |
|       | Ben Pon                 | Porsche      | DNF     |         |         |         |         |         |         |         |         | –       |
|       | Tony Shelly             | Lotus        |         |         |         |         | DNF     | DNQ     | DNQ     |         |         | –       |
|       | Keith Greene            | Gilby        |         |         |         |         |         | DNF     | DNQ     |         |         | –       |
|       | Heinz Schiller          | Lotus        |         |         |         |         |         | DNF     |         |         |         | –       |
|       | Bernard Collomb         | Cooper       |         |         |         |         |         | DNF     |         |         |         | –       |
|       | Tim Mayer               | Cooper       |         |         |         |         |         |         |         | DNF     |         | –       |
|       | Doug Serrurier          | LDS          |         |         |         |         |         |         |         |         | DNF     | –       |
|       | Mike Harris             | Cooper       |         |         |         |         |         |         |         |         | DNF     | –       |

### Konstrukteurswertung
- Für jedes Rennen wurde die höchste Punktzahl aller Fahrer eines Konstrukteurs gezählt. Die besten fünf (von neun) Einzelergebnisse wurden addiert
- Streichresultate in Klammern

| Pos. | Konstrukteur  | Fahrer                  |           |           |         |           |           |           |         |           |           | Punkte  |
| 01   | B.R.M.        | Graham Hill             | 0009000   | 000(1)000 | 0006000 |           | 000(3)000 | 0009000   | 0009000 | 0006000   | 0009000   | 42 (56) |
| 01   | B.R.M.        | Richie Ginther          |           |           |         | 000(4)000 |           |           |         |           |           | 42 (56) |
| 02   | Lotus-Climax  | Jim Clark               |           |           | 0009000 |           | 0009000   | 0003000   |         | 0009000   |           | 36 (38) |
| 02   | Lotus-Climax  | Trevor Taylor           | 0006000   |           |         |           |           |           |         |           |           | 36 (38) |
| 02   | Lotus-Climax  | Innes Ireland           |           |           |         |           |           |           |         |           | 000(2)000 | 36 (38) |
| 03   | Cooper-Climax | Bruce McLaren           |           | 0009000   |         |           | 0004000   | 000(2)000 | 0004000 | 000(4)000 | 0006000   | 29 (37) |
| 03   | Cooper-Climax | Anthony Maggs           | 000(2)000 |           |         |           |           |           |         |           |           | 29 (37) |
| 04   | Lola-Climax   | John Surtees            |           | 0003000   | 0002000 | 0002000   | 0006000   | 0006000   |         |           |           | 19      |
| 05   | Porsche       | Dan Gurney              |           |           |         | 0009000   |           | 0004000   |         | 0002000   |           | 18 (19) |
| 05   | Porsche       | Joakim Bonnier          |           | 0002000   |         |           |           |           | 0001000 |           |           | 18 (19) |
| 05   | Porsche       | Carel Godin de Beaufort | 000(1)000 |           |         |           |           |           |         |           |           | 18 (19) |
| 06   | Ferrari       | Phil Hill               | 0004000   | 0006000   | 0004000 |           |           |           |         |           |           | 18      |
| 06   | Ferrari       | Willy Mairesse          |           |           |         |           |           |           | 0003000 |           |           | 18      |
| 06   | Ferrari       | Ricardo Rodríguez       |           |           |         |           |           | 0001000   |         |           |           | 18      |
| 07   | Brabham       | Jack Brabham            |           |           |         |           |           |           |         | 0003000   | 0003000   | 6       |
| 08   | Lotus-B.R.M.  | Masten Gregory          |           |           |         |           |           |           |         | 1         |           | 1       |